# 죽싱
죽싱(Jook-sing)은 서양 문화권에서 태어나 서양 문화를 지향하는 화교를 가리키는 광둥어 단어다.

## 같이 보기
- 화교
- 미국 출생 중국인
- 서드 컬처 키드